# Здравствени систем
Здравствени систем је организација људи, институција и ресурса који пружају здравствене услуге како би задовољили здравствене потребе циљне популације.. Широм света постоји широк спектар здравствених система, са толико историја и организационих структура колико има нација. Имплицитно је да државе морају дизајнирати и развијати здравствене системе у складу са својим потребама и ресурсима, иако су заједнички елементи у готово свим здравственим системима примарна здравствена заштита и мере јавног здравља.

## Циљеви
Према Светској здравственој организацији (СЗО), управном и координационом телу за здравство у оквиру система Уједињених нација, циљеви здравствених система су добро здравље грађана, одговор на очекивања становништва и поштена средства за финансирање операција. Напредак ка њима зависи од тога како системи извршавају четири виталне функције: пружање здравствених услуга, стварање ресурса, финансирање и управљање. Остале димензије за процену здравствених система укључују квалитет, ефикасност, прихватљивост и правичност. Такође, главни циљ је континуитет здравствене заштите. 

## Дефиниције
Често је здравствени систем дефинисан са редукционистичком перспективом. Неки аутори развили су аргументе за проширење концепта здравствених система, указујући на додатне димензије које треба узети у обзир;         
- Здравствени системи не би требало да се изражавају само њиховим компонентама, већ и њиховим међусобним односима;
- Здравствени системи не би требало да укључују само институционалну или здравствену страну здравственог система, већ и становништво;
- Здравствени системи се морају посматрати у смислу њихових циљева, који укључују не само побољшање здравља, већ и правичност, одговор на легитимна очекивања, поштовање достојанства и правично финансирање, између осталог;
- Здравствени системи такође морају бити дефинисани у смислу њихових функција, укључујући директно пружање услуга, било да се ради о медицинским или јавним здравственим службама, али такође и „другим омогућавајућим функцијама, као што су управљање, финансирање и стварање ресурса, укључујући оно што је вероватно најсложенији од свих изазова, здравствена радна снага.

## Дефиниција Светске здравствене организације
Светска здравствена организација дефинише здравствене системе на следећи начин:     
Здравствени систем чине све организације, људи и акције чија је примарна намера промоција, обнављање или одржавање здравља. То укључује напоре да се утиче на одреднице здравља као и директније здравствене активности. Стога је здравствени систем више од пирамиде јавних установа које пружају личне здравствене услуге. Укључује, на пример, мајку која брине о болесном детету код куће; приватни провајдери; програми за промену понашања; кампање векторске контроле; организације здравственог осигурања; законодавство о заштити на раду. Укључује међусекторско деловање здравственог особља, на пример, подстицање министарства образовања да промовише женско образовање, добро познату одредницу бољег здравља.

## Провајдери
Пружаоци здравствене заштите су установе или појединци који пружају здравствене услуге. Појединци, укључујући здравствене раднике и сродна здравствена занимања, могу бити самозапослени или радити као запослени у болници, клиници или другој здравственој установи, било да је то државно, приватно или непрофитно (нпр. Непрофитно владина организација). Они такође могу радити изван директне неге пацијента, на пример у владином здравственом одељењу или другој агенцији, медицинској лабораторији или установи за здравствену обуку. Примери здравствених радника су лекари, медицинске сестре, бабице, дијететичари, болничари, стоматолози, технолози медицинских лабораторија, терапеути, психолози, фармацеути, киропрактичари, оптометристи, здравствени радници у заједници, лекари традиционалне медицине и други.

## Модели плаћања
У већини земаља процењује се да трошкови зарада здравствених радника представљају између 65% и 80% издатака за здравствени систем који се могу обновити.  Постоје три начина за плаћање лекара: накнада за услугу, капитација и плата. Расте интересовање за мешање елемената ових система. 

## Менаџмент
Управљање било којим здравственим системом обично се усмерава кроз низ политика и планова које усвајају влада, предузећа из приватног сектора и друге групе у областима као што су пружање и финансирање личне здравствене заштите,фармацеутски производи, здравствени кадрови и јавно здравље. Јавно здравље је забринуто због претњи по целокупно здравље заједнице на основу анализе здравља становништва. Популација о којој се ради може бити мала као шачица људи или велика као сви становници неколико континената (на пример, у случају пандемије). Јавно здравље се обично дели на епидемиологију, биостатистику и здравствене услуге. Животна средина, социјално понашање и здравље на раду такође су важна поднебља. Данас већина влада препознаје значај програма јавног здравства у смањењу учесталости болести, инвалидитета, ефеката старења и неједнакости у здравству, иако јавно здравство генерално прима знатно мање државних средстава у поређењу са медицином. На пример, већина земаља има политику вакцинације која подржава програме јавног здравља у пружању вакцинација за унапређење здравља. Вакцинације су добровољне у неким земљама и обавезне у неким земљама. Неке владе плаћају све или део трошкова за вакцине у националном распореду вакцинација. Брза појава многих хроничних болести, које захтевају скупу дуготрајну негу и лечење, тера многе здравствене менаџере и креаторе политике да преиспитају своје праксе пружања здравствене заштите. Важно здравствено питање са којим се тренутно суочава свет је ХИВ / АИДС. Друга велика брига за јавно здравље је дијабетес. Према Светској здравственој организацији, 2006. године, најмање 171 милион људи је патило од дијабетеса. Његова инциденција се брзо повећава, а процењује се да ће се до 2030. овај број удвостручити. Контроверзни аспект јавног здравља је контрола пушења дувана, повезана са раком и другим хроничним болестима. Отпорност на антибиотике је још једна главна брига која доводи до поновне појаве болести попут туберкулозе. Светска здравствена организација, за своју кампању Светског дана здравља 2011., позива на појачану глобалну посвећеност заштити антибиотика и других антимикробних лекова за будуће генерације.